# Чиж еквадорський
Чиж еквадорський (Carduelis siemiradzkii) — вид горобцеподібних птахів родини в'юркових (Fringillidae). Птах поширений в Еквадорі та Перу. Селиться у тропічних та субтропічних лісах, заростях чагарників, та відкриті ліси, урбанізованих зонах. У гнізді висиджує 3-4 яйця. Тіло завдовжки 11 см.